# Erik Kojzek
Erik Kojzek, né le 2 janvier 2006 à Slovenj Gradec en Slovénie, est un footballeur slovène qui joue au poste d'avant-centre au Wolfsberger AC.

## Biographie

### En club
Né à Slovenj Gradec en Slovénie, Erik Kojzek commence le football avec le NK Korotan Prevalje avant de rejoindre l'Autriche et le club du Wolfsberger AC pour y poursuivre sa formation. Il joue son premier match en professionnel avec ce club le 26 juillet 2024, lors d'une rencontre de coupe d'Autriche face au ASV Draßburg. Il entre en jeu et se fait remarquer en marquant également ses deux premiers buts. Il participe ainsi à la victoire de son équipe par sept buts à zéro. Le 9 août suivant il signe son premier contrat professionnel avec le club. Le joueur de 18 ans est alors lié au Wolfsberger AC jusqu'en juin 2027.
Kojzek se distingue à nouveau le 25 août 2024 en étant l'auteur d'un nouveau doublé face au Grazer AK, en championnat. Buteur à deux reprises après son entrée en jeu, il s'agit de ses deux premiers buts en championnat et ils permettent à son équipe de s'imposer par quatre buts à deux,.
Le 1er mai 2025, il entre en jeu lors de la finale de l'édition 2024-2025 de la coupe d'Autriche, contre le TSV Hartberg. Son équipe s'impose par un but à zéro, remportant le premier titre de son histoire,.

### En sélection
Erik Kojzek représente la Slovénie en sélection, il commence avec les moins de 19 ans, faisant ses débuts en 2024.

### Palmarès
Wolfsberger AC
- Coupe d'Autriche (1) :
  - Vainqueur : 2024-2025.